# خاطرات کری (مجموعه تلویزیونی)
خاطرات کری یک سریال درام تلویزیونی است که در شبکه سی دابلیو روی آنتن رفت. اولین فصل این مجموعه روی کری بردشاو و سال سوم دبیرستان او در سال ۱۹۸۴ تمرکز می‌کند و او به توصیف زندگیش در نیویورک و ورودش به یک مجله مد می‌پردازد.
در ۱۱ می ۲۰۱۲، سی دابلیو دستور ساخت ۱۳ قسمت را داد که در ۱۴ ژانویه ۲۰۱۳ پخش شد. چهار ماه بعد، فصل دوم با ۱۳ قسمت در دستور کار قرار گرفت که در ۲۵ اکتبر ۲۰۱۳ پخش شد.
در ۸ می ۲۰۱۴، سی دابلیو تولید مجوعه خاطرات کری را بعد از دوفصل لغو کرد.